# Moses Lamidi
Moses Lamidi (Lagos, Nigéria, 1988. január 5. –) német labdarúgó, a BSV SW Rehden csatára.